# Maleae
Maleae (incorrectament Pyreae) són una tribu de la família de les rosàcies. El grup inclou un nombre de plantes amb fruits d'importància comercial, com ara pomes i peres, mentre que altres es cultiven com a plantes ornamentals. Les taxonomies més antigues en separaven alguns elements d'aquest grup com a tribu Crataegeae, com a grup Cydonia (una col·locació provisional), o alguns gèneres foren col·locats a la família Quillajaceae.
La tribu conté exclusivament arbusts i arbres petits. Molts tenen poms, un tipus de fruita d'accessori que no ocorre en altres rosàcies. Tots, excepte la Vauquelinia (amb 15 cromosomes) tenen un recompte haploide cromosoma basal de 17, en lloc de 7, 8, 9 o com en altres rosàcies.
Conté aproximadament 28 gèneres amb aproximadament 1.100 espècies a escala mundial, amb la majoria de les espècies que ocorren a l'hemisferi nord temperat.